# 佐賀市立金泉中学校
佐賀市立金泉中学校（さがしりつきんせんちゅうがっこう）は、佐賀県佐賀市金立町千布にある公立の中学校。

## 概要
歴史
1960年（昭和35年）に佐賀市立中学校2校（金立・久保泉）の統合により創立。2020年（令和2年）に創立60周年を迎えた。
校名の由来
旧2校の校名から1文字ずつとって組み合わせている（「金立」と「久保泉」）。
校章
三羽の鳥を組み合わせたものを背景にして、中央に「中」の文字を配している。
校歌
作詞は中島哀浪、作詞は下総皖一による。歌詞は3番まであり、3番の歌詞中に校名の「金泉中学」が登場する。
通学区域
佐賀市立金立小学校区
佐賀市立久保泉小学校区

## 沿革
前身
- 1947年（昭和22年）
  - 4月1日 - 学制改革が行われ（六・三制の実施）、以下の新制中学校2校が創立。
    - 「金立村立金立中学校」（金立村立金立小学校に併設。）
    - 「久保泉村立久保泉中学校」（久保泉村立久保泉小学校に併設。）

  - 5月3日 - 開校式を挙行。
- 1954年（昭和29年）10月1日 - 佐賀市との合併により、以下のように改称。
  - 「佐賀市立金立中学校」
  - 「佐賀市立久保泉中学校」

統合・金泉中学校
- 1960年（昭和35年）
  - 4月1日 - 上記中学校2校を統合の上、（仮称）「佐賀市立第五中学校」が設置される。初代校長に真木健次郎が就任。
  - 4月7日 - 開校式を挙行。
  - 5月1日 - 校名を「佐賀市立金泉中学校」（現校名）と命名する。ただし、統合校舎が完成するまでの間、旧・金立中学校の校舎を「西校舎」、旧・久保泉中学校の校舎を「東校舎」として存続。
- 1961年（昭和36年）12月 - 新校舎が完成。
- 1962年（昭和37年）3月 - 統合校舎に移転完了。西校舎および東校舎を廃止の上、各小学校へ移管。
- 1963年（昭和38年）4月 - 整肢学園の中等部（分教室）を設置。
- 1964年（昭和39年）4月 - 体育館が完成。
- 1965年（昭和40年）3月 - 新校舎（第四期工事）が完成。
- 1966年（昭和41年）5月 - 校門が完成。
- 1967年（昭和42年）
  - 4月 - 整肢学園の中等部（分教室）を佐賀県立養護学校へ統合の上、廃止。
  - 8月 - プールが完成。
- 1985年（昭和60年）3月 - 国旗掲揚台が完成。
- 1990年（平成2年）3月 - コンピュータ室が完成。
- 1991年（平成3年）12月 - 体育館を改修。
- 1996年（平成8年）4月1日 - 山びこ学級（特殊学級）を設置。
- 1998年（平成10年）3月 - プールを全面改修。
- 2002年（平成14年）3月 - 校舎の改築工事が完了。
- 2004年（平成16年）10月 - 河川清掃活動を開始。
- 2006年（平成18年）3月 - 新体育館が完成。
- 2007年（平成19年）
  - 4月 - 生徒手帳を「生徒のしおり・身分証明書」に改める。
  - 7月 - 金立小学校・久保泉小学校とともに、雄飛学園（校区型小中連携教育）を開始。
- 2008年（平成20年）
  - 3月 - 新国旗掲揚台を設置。
  - 7月 - 幼保中連携（金立幼稚園・和泉ふたば保育園）を開始。
- 2009年（平成21年）11月 - 創立50周年記念式典を挙行。

## 部活動
運動部
- ソフトテニス部（女子）
- 卓球部（男子）
- 陸上競技部（男子、女子）
- 剣道部（男子、女子）
- 軟式野球部（男子）
- バレーボール部（女子）

文化部
- 美術部（男子、女子）
- 吹奏楽部（男子、女子）

## 交通アクセス
最寄りの鉄道駅
- JR九州 長崎本線 「伊賀屋駅」

最寄りのバス停留所
- 佐賀市営バス 兵庫線「村徳永」停留所

最寄りの幹線道路
- 佐賀県道48号佐賀外環状線

## 周辺
- SAGAフットサルクラブ
- 白髭神社
- 巨勢川

## 参考資料
- 「佐賀市史 第5巻 (現代編) (PDF) 」（1981年（昭和56年）2月21日, 佐賀市）p.518～p.525  - 佐賀市ウェブサイト